# 나시 다강
나시 다강(말레이어: nasi dagang)은 코코넛밥에 생선을 넣은 굴라이를 곁들여 먹는 말레이시아의 음식이다. 그 외에 코코넛·셜롯 프라이와 삶은 달걀, 채소 절임, 삼발 등을 곁들인다. 말레이 반도의 동쪽에 있는 트렝가누주와 클란탄주에서 아침밥으로 즐겨 먹는다.

## 같이 보기
- 나시 르막